# Agnès Belladone
Agnès Belladone est une pièce de théâtre de Jean-Paul Alègre qui a été créée simultanément en France par la Compagnie 73 au Théâtre Alexandre III de Cannes et au Japon, au Théâtre Kaï de Tokyo, dans une traduction de Masako Okada, en 2004.
L'Académie française lui a décerné le Prix Émile Augier, destiné à récompenser une œuvre dramatique, en 2004.
Elle nous décrit la vie dans la loge d'une grande vedette du théâtre, avec ses grands moments et ses petites vilénies, ses rires et ses crispations, ses triomphes et ses médiocrités. Elle est publiée en France par L'Avant-scène théâtre et au Japon par Théâtra.